# Winselmutter
Eine Winselmutter (auch Klagemutter, Klagmuhme, Klagemuhme, Klagefrau) ist eine Sagengestalt, die unter anderem in verschiedenen Regionen Deutschlands, zum Beispiel im Erzgebirge, im Vogtland sowie in Ostthüringen auftritt.
Sie wird meist als ältere Frau (eine Mutter) beschrieben, die keine Ruhe findet. In den Geschichten erscheint sie als weiße Gestalt oder als wandelndes Licht. Das Geschöpf hält sich an unheimlichen Orten oder im Hause Schwerkranker auf und gibt klagende Laute von sich. Die Begegnung mit einer Winselmutter gilt stets als böses Vorzeichen für den Tod eines Menschen.
Beispiele für Erzählungen, in denen eine Winselmutter auftaucht, sind Die Winselmutter am Oswaldbach, Die Winselmutter in der Mutzmühle oder Die Winselmutter bei Grünhain.
Auch die Erscheinung der Weißen Frau, welche man laut Volksmund im bayrischen Landkreis Ebersberg antreffen kann, ist der Winselmutter ähnlich. Die Weiße Frau oder auch Weiße Maria soll überwiegend nachts im Ebersberger Forst spuken.

## Die Winselmutter vom Oswaldbach / Die Winselmutter von Grünhain
„Kommt Mitternacht heran, huscht mit Winseln und Klagen am Rande des Oswaldbachs, in der Nähe von Grünhain, ein gespenstischer Schatten entlang. Da wissen die Leute, die Winselmutter geht um. Und sie wissen von ihr zu erzählen: Sie ist die Mutter eines Jünglings, dessen Geliebte ihm eines Tages die Treue brach. Darüber tief betrübt, ging er zum Oswaldbach und ertränkte sich in einer tiefen Wasserstelle des reißenden Bachs. Sieben lange Tage suchte die Mutter vergebens nach dem Leichnam ihres Sohnes. Und als sie ihn nicht fand, starb sie an Erschöpfung und gebrochenem Herzen. Weil sie aber während des Suchens mit Gott haderte und gegen dessen Fügung aufbegehrte und einen Schwur tat, nicht eher ruhen zu wollen, bis sie den Sohn gefunden habe, blieb ihr auch nach dem Tode keine Ruh. Nun ist es ihr Los, mitternachts am Rande des Oswaldbachs umzugehen und unter lautem Wehklagen und Wimmern nach dem Körper ihres ertrunkenen Kindes zu suchen.“

## Verwandte Gestalten
Verwandte Gestalten zur Winselmutter finden sich in der keltischen Mythologie:
- die Banshee, irische Mythologie
- die Gwrach y Rhibyn, walisische Mythologie
- die Mallt-y-Nos, walisischen Mythologie
- die Cailleach, irische, schottische Mythologie

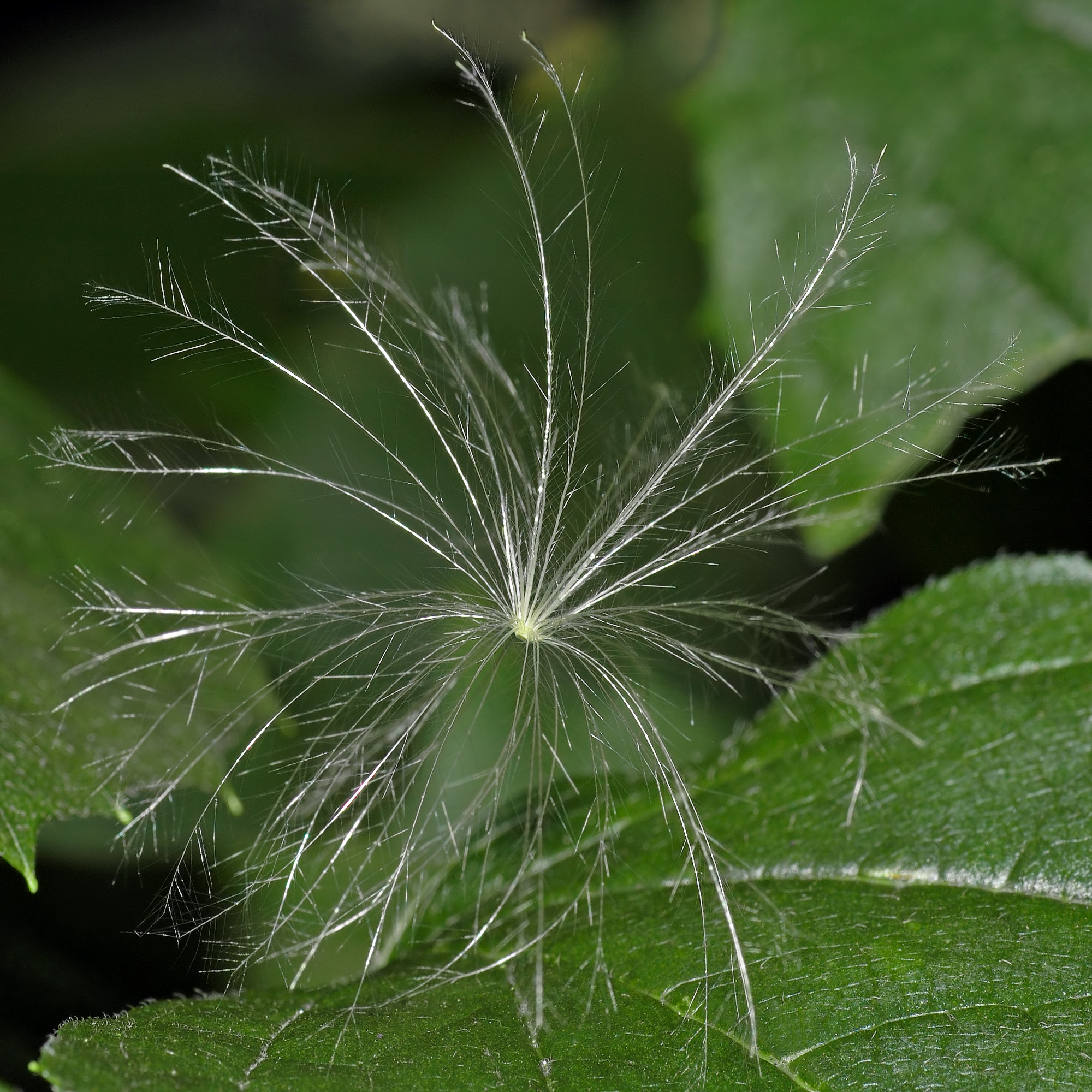
Winselmutter: Pappus einer Acker-Kratzdistel

## Botanik
Die weißen, in der Luft schwebenden Samen der Disteln werden in einigen Gegenden Deutschlands ebenfalls als Winselmutter bezeichnet.

## Zoologie
Das Steinkauz als Sterbekäuzchen wurde Klagemutter bezeichnet.